# Lucius Valerius Messalla Volesus
Lucius Valerius Messalla Volesus est un sénateur romain durant le règne d'Auguste. 

## Famille
Il est le fils de Potitus Valerius Messalla, consul suffect en -29. Il est le frère de Manius Valerius Messalla Potitus, qui est questeur en Asie et triumvir monétaire en -5.

## Biographie
En -6, il est triumvir monétaire. Il est consul ordinaire en 5 avec pour collègues . En 11/12, il est proconsul d'Asie.
Après son proconsulat d'Asie, Lucius est accusé de cruauté envers ses administré et jugé coupable. Bien que ces textes n'aient toujours pas été redécouverts, Auguste raconte la chute de Lucius Valerius dans son livre de Voleso Messala.